# هيلين ماكديرموت
هيلين ماكديرموت (بالإنجليزية: Helen McDermott)‏ هي مذيعة ‏ بريطانية، ولدت في عقد 1950م.